# Carlo Oppizzoni
Carlo Oppizzoni (15. dubna 1769 – 13. dubna 1855) byl italský kardinál a  arcibiskup boloňský.

## Životopis
Narodil se 15. dubna 1769 v Miláně jako syn Francesca Oppizzoniho a Paoly Trivulziové. Vystudoval univerzitu v Pavii, kde získal doktorát z teologie a kanonického práva. Dne 25. května roku 1793 byl vysvěcen na kněze. Zanedlouho se stal arciknězem katedrální kapituly v Miláně. 20. září roku 1802 byl jmenován arcibiskupem v Boloni a následujícího dne také vysvěcen. V roce 1804 byl jmenován kardinálem a obdržel titulární kostel San Bernardo alle Terme. O čtyři roky později jej francouzský císař Napoleon Bonaparte jmenoval senátorem Italského království a rytířem Řádu železné koruny. V letech 1839–1855 zastával funkci kardinála-protokněze. Roku 1810 se odmítl zúčastnit svatby Napoleona Bonaparteho a Marie Louisy Habsbursko-Lotrinské. Kvůli tomuto rozhodnutí  byl zbaven církevních beneficií. Poté, co se vrátil do Itálie, se usadil v Boloni. 
Zemřel 13. dubna roku 1855 v Boloni.